# Liste der Berge im Rhein-Sieg-Kreis

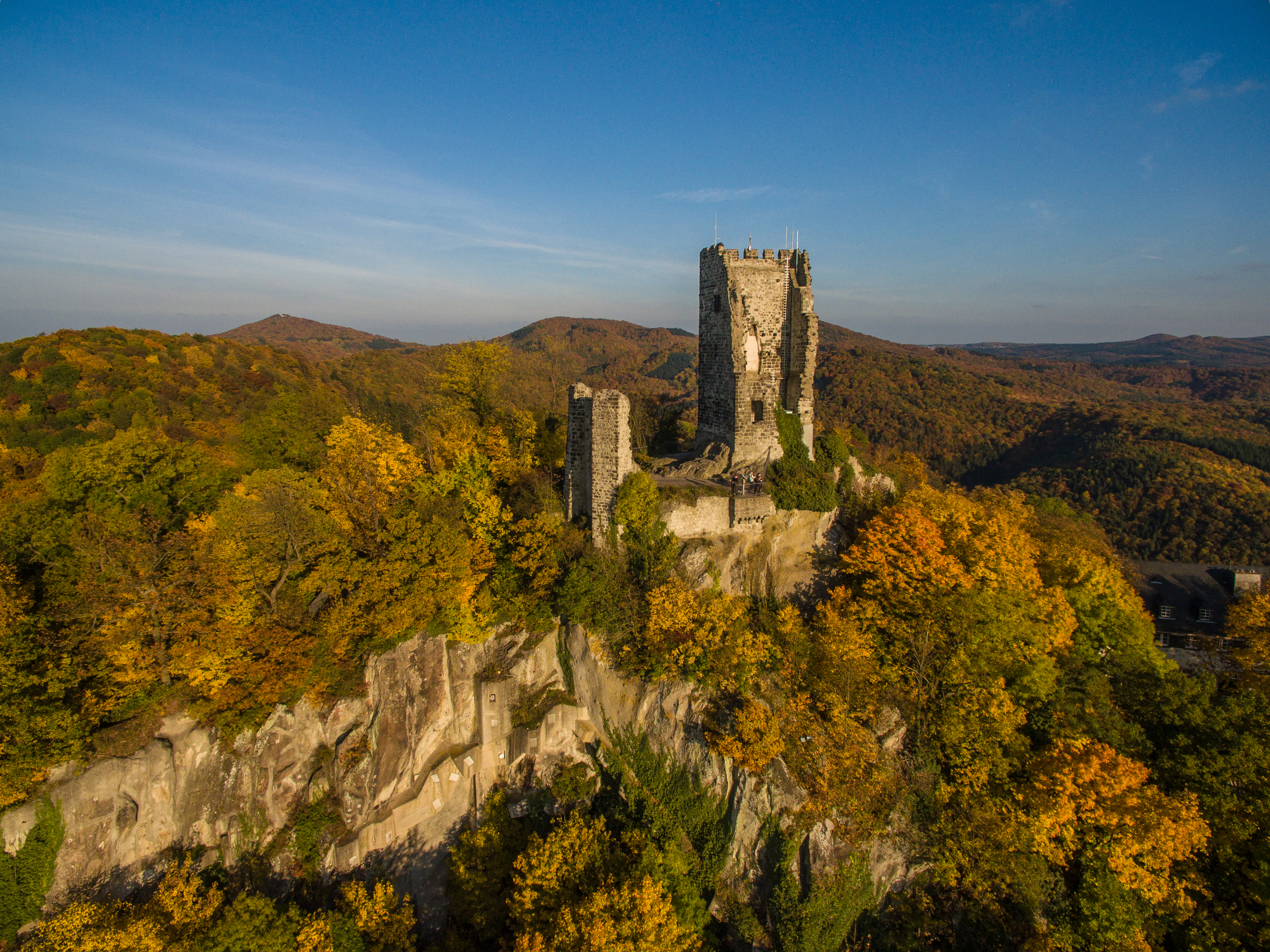
Der Drachenfels ist im Rhein-Sieg-Kreis nicht der höchste Berg, galt aber im Volksmund aufgrund der Besucherzahlen als höchster Berg der Niederlande.

Die Liste der Berge im Rhein-Sieg-Kreis bietet eine Übersicht über Erhebungen im Rhein-Sieg-Kreis (Nordrhein-Westfalen).
Der Rhein-Sieg-Kreis liegt im Rheinischen Schiefergebirge, das vom Rhein durchflossen wird.
- Rechtsrheinisch liegt der Kreis in den Mittelgebirgen
  - Westerwald mit den Höhenzügen Siebengebirge (zählt naturräumlich zum Mittelrheingebiet) und Niederwesterwald mit dem Rheinwesterwälder Vulkanrücken und der Asbacher Hochfläche sowie dem
  - Süderbergland mit den Höhenzügen Nutscheid (nördlich der Sieg), Leuscheid (südlich der Sieg) und den Bergischen Hochflächen.
- Linksrheinisch reichen die nordöstlichen Ausläufer der Eifel (Ahrgebirge) in das Kreisgebiet hinein.

Die Daten für Lage und Höhe sind der Deutschen Grundkarte 1:5.000 entnommen.

## Liste
| Name            | Höhe in m über NHN | Lage | Kommune(n)              | Gebirge/Höhenzug               | Anmerkung                                                  | Bild                                       |
| --------------- | ------------------ | ---- | ----------------------- | ------------------------------ | ---------------------------------------------------------- | ------------------------------------------ |
| Großer Ölberg   | 460,7              | Lage | Königswinter            | Siebengebirge                  | höchste Erhebung im Siebengebirge                          |                                            |
| Löwenburg       | 455,0              | Lage | Bad Honnef              | Siebengebirge                  |                                                            |                                            |
| Lohrberg        | 432,8              | Lage | Königswinter/Bad Honnef | Siebengebirge                  |                                                            |                                            |
| namenlose Kuppe | 406,5              | Lage | Rheinbach               | Eifel                          | höchste Erhebung auf dem Gebiet der Stadt Rheinbach        |                                            |
| Blitzenberg     | 392,5              | Lage | Rheinbach               | Eifel                          |                                                            |                                            |
| Hoher Schaden   | 388,3              | Lage | Eitorf                  | Leuscheid                      | höchste Erhebung auf dem Gebiet der Gemeinde Eitorf        |                                            |
| Heckberg        | 383,4              | Lage | Much                    | Bergische Hochflächen          |                                                            |                                            |
| Hochkopf        | 379,5              | Lage | Rheinbach               | Eifel                          |                                                            |                                            |
| Broderkonsberg  | 378,4              | Lage | Bad Honnef              | Rheinwesterwälder Vulkanrücken |                                                            |                                            |
| Hohes Wäldchen  | 378,0              | Lage | Windeck                 | Nutscheid                      | höchste Erhebung des Nutscheid                             |                                            |
| Himmerich       | 367,1              | Lage | Bad Honnef              | Rheinwesterwälder Vulkanrücken |                                                            |                                            |
| Dachsberg       | 362,2              | Lage | Bad Honnef              | Asbacher Hochfläche            |                                                            |                                            |
| Goldberg        | 361,9              | Lage | Ruppichteroth/Windeck   | Nutscheid                      | höchste Erhebung auf dem Gebiet der Gemeinde Ruppichteroth |                                            |
| Münchhardt      | 361,0              | Lage | Rheinbach               | Eifel                          |                                                            |                                            |
| Leyberg         | 359,2              | Lage | Bad Honnef              | Rheinwesterwälder Vulkanrücken |                                                            |                                            |
| Nonnenstromberg | 335,9              | Lage | Königswinter            | Siebengebirge                  |                                                            |                                            |
| Petersberg      | 335,9              | Lage | Königswinter            | Siebengebirge                  |                                                            |                                            |
| Himberg         | 335,2              | Lage | Bad Honnef              | Rheinwesterwälder Vulkanrücken |                                                            |                                            |
| Geisberg        | 324,3              | Lage | Königswinter            | Siebengebirge                  |                                                            |                                            |
| Drachenfels     | 320,7              | Lage | Königswinter/Bad Honnef | Siebengebirge                  |                                                            |                                            |
| Selbachsberg    | 318,2              | Lage | Windeck                 | Nutscheid                      |                                                            |                                            |
| Siebersberg     | 315,1              | Lage | Rheinbach               | Eifel                          |                                                            |                                            |
| Großer Breiberg | 312,9              | Lage | Bad Honnef              | Siebengebirge                  |                                                            |                                            |
| Tomberg         | 308,5              | Lage | Rheinbach               | Ahrgebirge                     |                                                            |                                            |
| Beuelskopf      | 295,0              | Lage | Rheinbach               | Ahrgebirge                     |                                                            |                                            |
| Stenzelberg     | 287,0              | Lage | Königswinter            | Siebengebirge                  |                                                            |                                            |
| Weilberg        | 242,1              | Lage | Königswinter            | Siebengebirge                  | ehemaliger Steinbruch am Berg                              | Der Weilberg vom Petersberg gesehen (2016) |
| Rodderberg      | 196,1              | Lage | Wachtberg               | Ahrgebirge                     |                                                            |                                            |